# Нурмела, Тапио
Тапио Юхани Нурмела (фин. Tapio Juhani Nurmela; 2 января 1975, Рованиеми) — финский двоеборец, серебряный призёр Олимпийских игр, чемпион мира в эстафете.

## Карьера
В Кубке мира Тапио Нурмела дебютировал 5 декабря 1992 года на домашнем этапе в Вуокатти, где показал в гонке по системе Гундерсена только 59-е место. Первые кубковые очки набрал только спустя год, заняв 22-е место на этапе в Зальфельдене.
В начале 1994 года финн завоевал бронзовую медаль на чемпионате мира среди юниоров. Он проиграл только чеху Кучере и будущему двукратному олимпийскому чемпиону австрийцу Марио Штехеру. В том же году дебютировал на Олимпийских играх. В личной гонке по системе Гундерсена показал 25-й результат, хотя после прыжков с трамплина был 35-м. В командном турнире Нурмела с партнёрами по сборной показал только восьмой результат.
В сезоне 1996/97 Нурмела стал 15-м в общем зачёте, что для него стало лучшим результатом в карьере. На чемпионате мира в Тронхейме финн занял 16-е место в личной гонке, а в составе команды завоевал серебряные медали.
На Играх в Нагано Тапио Нурмела стал 15-м в личной гонке, в эстафете вместе с Самппой Лаюненом, Яри Мантилой и Ханну Манниненом завоевал серебряную медаль. После прыжков финны лидировали с минимальным преимуществом над австрийцами и норвежцами, а по результатам лыжной гонки уступили норвежцам чуть более минуты и на полминуты опередив сборную Франции.
Последним крупным турниром в карьере финского двоеборца стал чемпионат мира 1999 года. В двух личных дисциплинах (помимо гонки Гундерсена медали разыгрывались ещё и в спринте на 7,5 км) был 18-м и 12-м. Зато в эстафетной команде финская сборная, которая выступала в своём олимпийском составе, стала чемпионом мира.
Завершил карьеру в 1999 году. За свою карьеру на подиум этапов Кубка мира не пробивался. На Кубке Европы один раз был вторым и один раз третьим. Позднее работал комментатором и финской телевидении.